# Fuerte de San Carlos (Melilla)
El Fuerte de San Carlos es una fortificación de  situado en la zona de Ataque Seco, a medio camino del Cerro del Cubo y de los antiguos huertos, hoy centro de Melilla, en la Calle de San Carlos de la ciudad española de Melilla, que forma parte del Conjunto Histórico Artístico de la Ciudad de Melilla, un Bien de Interés Cultural, aunque la construcción de viviendas ilegales sobre él lo han hecho entrar en la Lista roja de patrimonio en peligro.

## Historia

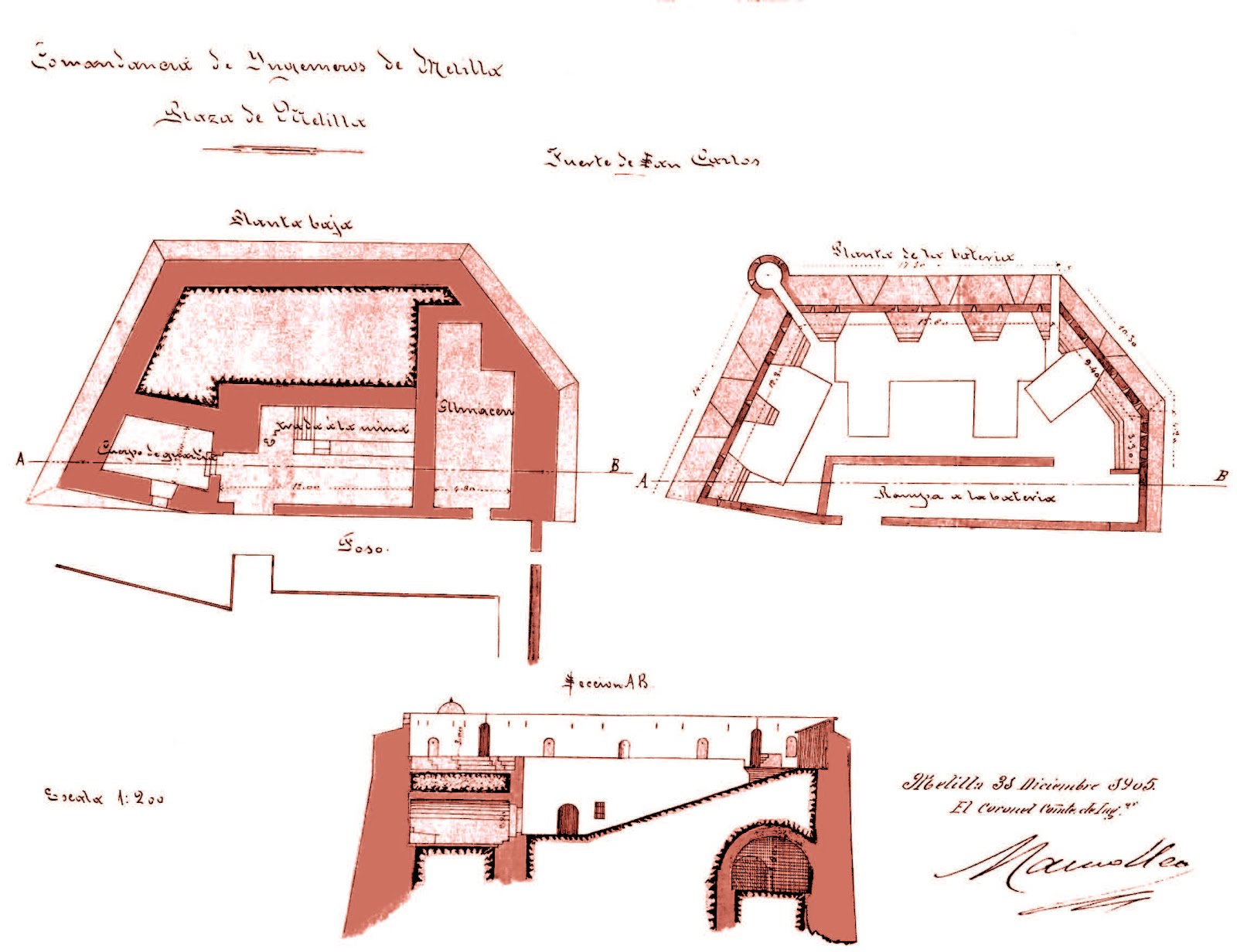
1905

Fue construido en 1764 por el ingeniero Narciso Vázquez Nicuesa y transformado en 1778 por Juan Caballero.

## Descripción
Es un fuerte cuadrado, que sobresale del lienzo del Cuarto Recinto Fortificado hacía Ataque Seco construido en piedra de la zona para los muros y ladrillo macizo para los arcos y las bóvedas, que estaba compuesto por una batería a la que se accedía desde una rampa, hasta la construcción de unas viviendas sobre él.